# Oligosita oceanica
Oligosita oceanica is een vliesvleugelig insect uit de familie Trichogrammatidae. De wetenschappelijke naam is voor het eerst geldig gepubliceerd in 1955 door Doutt.